# Praenomen
Een praenomen (cf. voornaam) was in de Romeinse tijd relatief onbelangrijk, behalve in familiaire of vriendschappelijke relaties en werd zelden alleen gebruikt. Er zijn relatief weinig praenomina. 
Veel van deze praenomina die enkel voor mannelijke Romeinen bestonden, werden afgekort tot een tot drie tekens in geschriften of inscripties. De meest gebruikte afkortingen zijn:
- Appius (Ap.)
- Aulus (A.)
- Flavius (Fl.)
- Gaius (C.), Gnaeus of Gnaius (Cn.)
- Decimus (D.)
- Lucius (L.)
- Manius (M'.)
- Marcus (M.)
- Publius (P.)
- Quintus (Q.)
- Servius (Ser.)
- Sextus (Sex.)
- Spurius (Sp.)
- Titus (T.)
- Tiberius (Ti.)

De praenomina Primus, Secundus, Tertius, Quintus, Sextus, Septimus, Octavius en Decimus betekenen respectievelijk "eerste", "tweede", "derde", "vijfde", "zesde", "zevende", "achtste" en "tiende". Ze werden oorspronkelijk gegeven aan de eerste, tweede, derde, enz. zoon. Later liet men dit gebruik vallen: Sextus Pompeius Magnus Pius, bijvoorbeeld, was de tweede zoon van Gnaeus Pompeius Magnus maior. Een mogelijke verklaring hiervoor is dat het numeriek praenomen hem werd gegeven op basis van de maand waarin hij was geboren.